# In radio
In radio è un singolo del rapper italiano Marracash, il secondo estratto dal quarto album in studio Status e pubblicato il 16 gennaio 2015.

## Descrizione
Prodotto dal duo Takagi & Ketra, il brano ha come tematica principale la radio. Secondo Paola Corradini di Sony Music, "la radio viene scelta come simbolo, come iniziazione, in grado di segnare il passaggio dall'anonimato alla fama, segnando così un taglio netto col passato, con gli amori e gli amici persi, lasciati indietro... Quelli per cui si è importanti anche quando non si è nessuno."
Il brano figura inoltre la collaborazione non accreditata della cantautrice Federica Abbate.

## Video musicale
Il videoclip, diretto da Cosimo Alemà e girato a Tor Bella Monaca, è stato pubblicato il 29 gennaio 2015 attraverso il canale YouTube del rapper.

## Classifiche
| Classifica (2015) | Posizione massima |
| ----------------- | ----------------- |
| Italia            | 59                |